# Hypericum lycium
Hypericum lycium är en johannesörtsväxtart som först beskrevs av N.Robson och Hub.-mor., och fick sitt nu gällande namn av N.Robson. Hypericum lycium ingår i släktet johannesörter, och familjen johannesörtsväxter. Inga underarter finns listade i Catalogue of Life.